# Nickolas Grace
Nickolas Grace (* 21. November 1947 in West Kirby, Merseyside) ist ein britischer Schauspieler.

## Leben
Grace machte eine Schauspielausbildung an der Central School of Speech and Drama. Sein Theaterdebüt hatte er 1969 und im Jahr darauf seinen ersten Auftritt im Londoner West End. 1972 trat er der Royal Shakespeare Company bei. Zwischen 1976 und 1978 spielte er in Die Komödie der Irrungen an der Seite von Judi Dench und Roger Rees. 1982 spielte er Wolfgang Amadeus Mozart in Peter Shaffers Amadeus am Her Majesty’s Theatre.
Nachdem er bereits ab Anfang der 1970er-Jahre vereinzelt vor der Kamera gestanden hatte, erreichte er 1981 durch die Rolle des flamboyanten Ästheten und Homosexuellen Anthony Blanche in der erfolgreichen Miniserie Wiedersehen mit Brideshead erstmals größere Bekanntheit. Eine seiner bekanntesten Darstellungen wurde die des Sheriff von Nottingham in der britischen Serie
Robin Hood Mitte der 1980er Jahre. Grace selbst hob seine Darbietung als vom Franco–Regime ermordeter Dichters Federico García Lorca in der spanischen Serie Der Tod eines Dichters als eine seiner besten Leistungen hervor. In dem Fernsehfilm Salomes letzter Tanz verkörperte er 1988 mit Oscar Wilde einen weiteren Literaten. Zu seinen Kinoauftritten gehören unter anderem Nebenrollen in Evita und Ein perfekter Ehemann. Weiterhin hatte er Gastrollen in britischen und US-amerikanischen Fernsehserien wie Die Profis, Inspector Barnaby und Die Abenteuer des jungen Indiana Jones.
Neben Theater und Film arbeitet er als Sprecher von Hörspielproduktionen der Doctor-Who-Reihe. Außerdem war er Stand 2014 Schauspiellehrer und Regisseur an der Central School of Speech and Drama, wo er einst Schauspiel studiert hatte.

## Filmografie (Auswahl)
Kinofilme, Fernsehfilme, Miniserien
- 1978: Bruges-La-Morte
- 1981: Wiedersehen mit Brideshead (Brideshead Revisited, Miniserie, 3 Folgen)
- 1983: Hitze und Staub (Heat and Dust)
- 1984: Blutsbande (Lace, Miniserie, 2 Folgen)
- 1985: Max Headroom: Der Film (Max Headroom: 20 Minutes into the Future, Fernsehfilm)
- 1985: Wettlauf zum Pol (The Last Place on Earth, Miniserie, 2 Folgen)
- 1987: Napoleon und Josephine (Napoleon and Josephine: A Love Story, Miniserie, 3 Folgen)
- 1988: Salomes letzter Tanz (Salome’s Last Dance)
- 1988: Dream Demon – Traumdämon (Dream Demon)
- 1988: Die Malteser des Falken (Just Ask for Diamond)
- 1989: Mord auf hoher See (The Man in the Brown Suit, Fernsehfilm)
- 1990: Sherlock Holmes muß sterben (Hands of a Murderer, Fernsehfilm)
- 1992: Der König der Erpresser (The Master Blackmailer, Fernsehfilm)
- 1994: Tom & Viv
- 1995: Die Abenteuer von Pocahontas (Pocahontas)
- 1996: Evita
- 1997: Der Glöckner von Notre Dame (The Hunchback, Fernsehfilm)
- 1997: Caught in the Act
- 1997: Shooting Fish
- 1998: Merlin (Miniserie, 2 Folgen)
- 1999: Ein perfekter Ehemann (An Ideal Husband)
- 2000: Die goldene Schale (The Golden Bowl)
- 2002: Puckoon
- 2005: Casanova (Miniserie, Folge 1x02)
- 2005: Ian Fleming: Bondmaker (Fernsehfilm)
- 2006: Confetti – Heirate lieber ungewöhnlich (Confetti)
- 2006: Rosamunde Pilcher: Die Muschelsucher (Miniserie, Folge 1x01)
- 2009: Banksy's Coming for Dinner
- 2016: Die versunkene Stadt Z (The Lost City of Z)
- 2017: Decline and Fall (Miniserie, Folge 1x01)
- 2017: Mozart in Love – Intermezzo in Prag (Interlude in Prague)

Fernsehserien
- 1970/1972: Task Force Police (Z Cars, 2 Folgen)
- 1971: Die Onedin-Linie (The Onedin Line, Folge 1x09)
- 1980: Die Profis (The Professionals, Folge 4x12)
- 1983: Jim Bergerac ermittelt (Bergerac, Folge 2x04)
- 1984–1986: Robin Hood (Robin of Sherwood, 17 Folgen)
- 1987–1988: Federico Garcia Lorca – Der Tod eines Dichters (Lorca, muerte de un poeta, 6 Folgen)
- 1992: Lovejoy (Folge 3x04)
- 1992: Absolutely Fabulous (Folge 1x01 Modenschau)
- 1993: Die Abenteuer des jungen Indiana Jones (The Young Indiana Jones Chronicles, Folge 2x20)
- 1993–1995: Inside Victor Lewis-Smith (10 Folgen)
- 1994: Die Scharfschützen (Sharpe, Folge Der Preis der Ehre)
- 1994: Space Cops – Tatort Demeter City (Space Precinct, 2 Folgen)
- 1996: Geschichten aus der Gruft (Tales from the Crypt, Folge 7x04)
- 1999: Inspector Barnaby (Midsomer Murders, Folge 3x03 Der Mistgabel-Mörder)
- 2001–2010: My Family (3 Folgen)
- 2006: Agatha Christie’s Marple (Folge Ruhe unsanft)
- 2008: The Bill (Folge 24x49)
- 2009: Casualty (Folge 23x34)
- 2010: Inspector Barnaby (Midsomer Murders, Folge 12x06 Über den Dächern von Chattham)
- 2019: Killing Eve (Folge 2x03)